# پورشه کاررا جی‌تی
پورشه کاررا جی‌تی (به انگلیسی: Porsche Carrera GT) (Project Code 980) یک خودروی اسپورت موتور وسط است که توسط خودروساز آلمانی پورشه از سال ۲۰۰۴ تا ۲۰۰۶ تولید شد. مجلهٔ اسپورتس کار اینترنشنال، کاررا جی‌تی را شمارهٔ یک در فهرست برترین خودروهای اسپورت دههٔ ۲۰۰۰ و رتبه هشتم را در فهرست برترین خودروهای اسپورت تمام دوران خود قرار داد. برای فناوری پیشرفته و توسعه‌شاسی خود، مجلهٔ پاپیولار ساینس جایزهٔ «بهترین چیزهای جدید» را در سال ۲۰۰۳ به آن اعطا کرد.

## نگارخانه

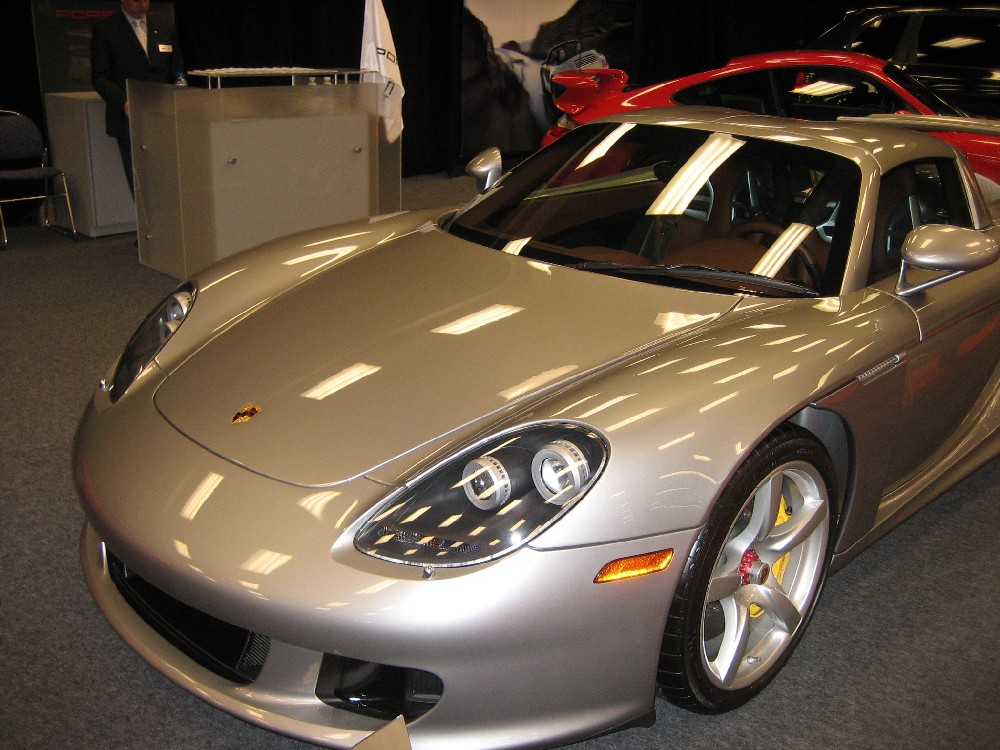
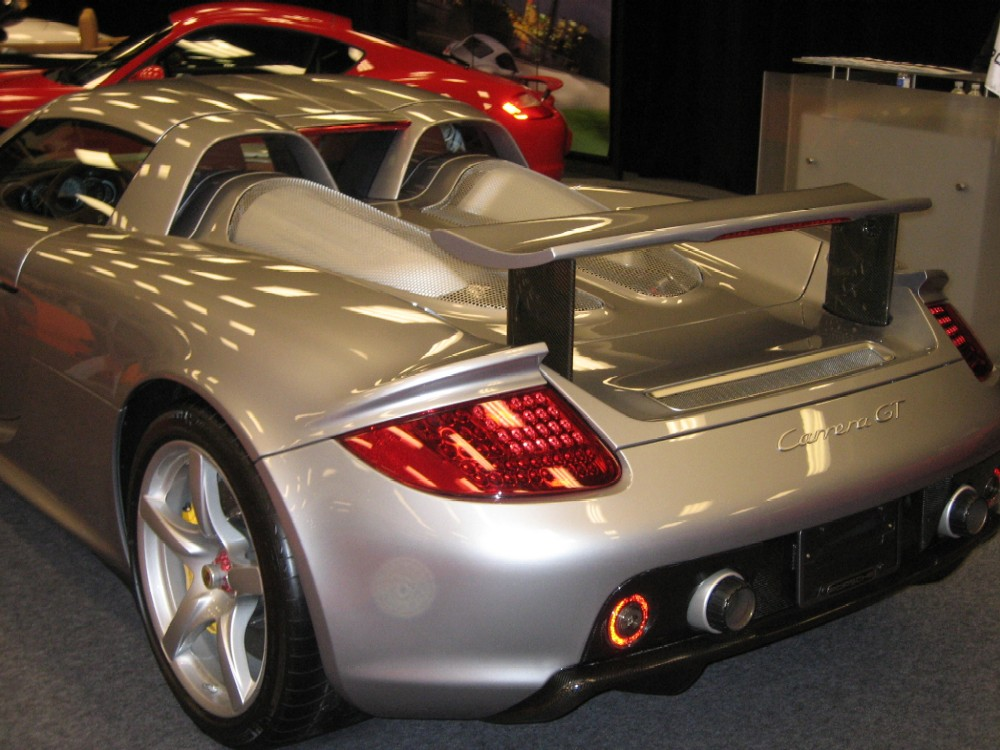
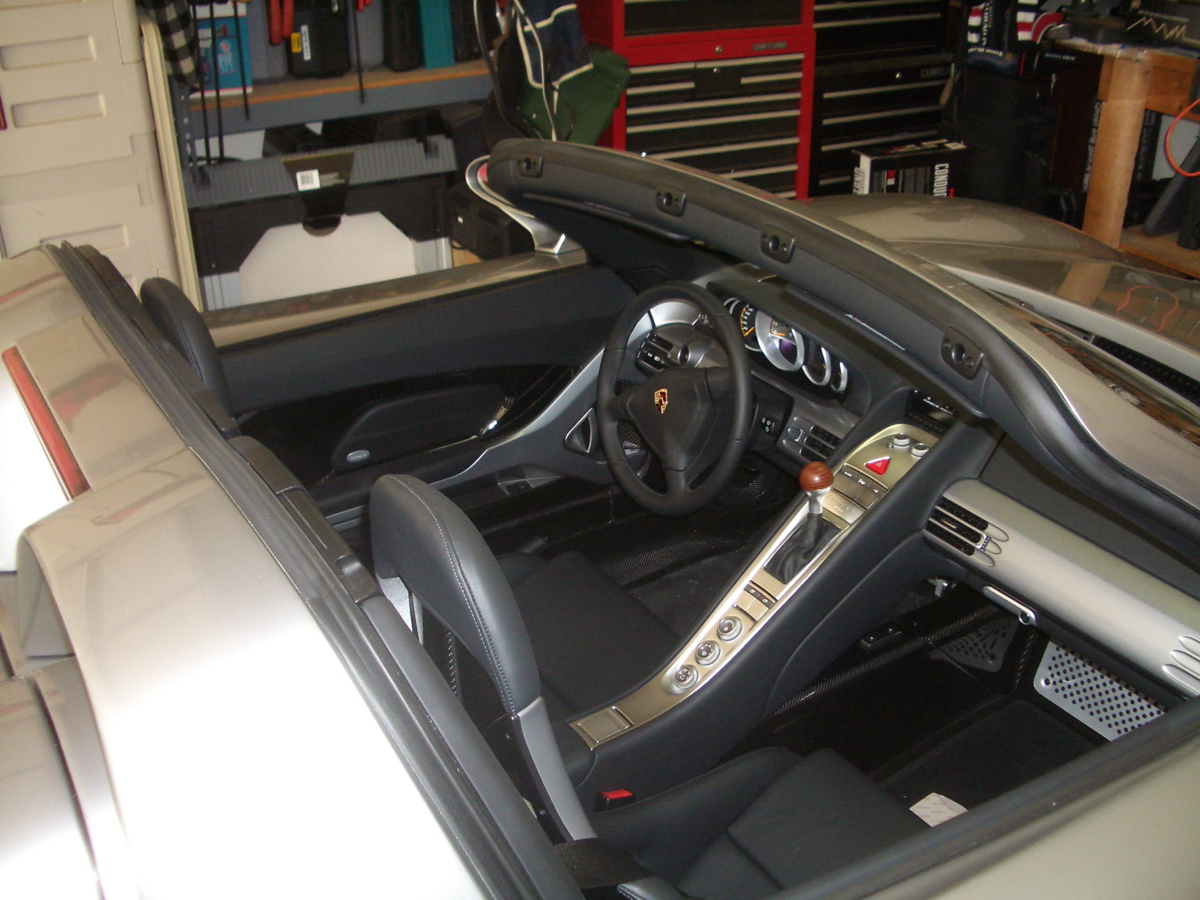
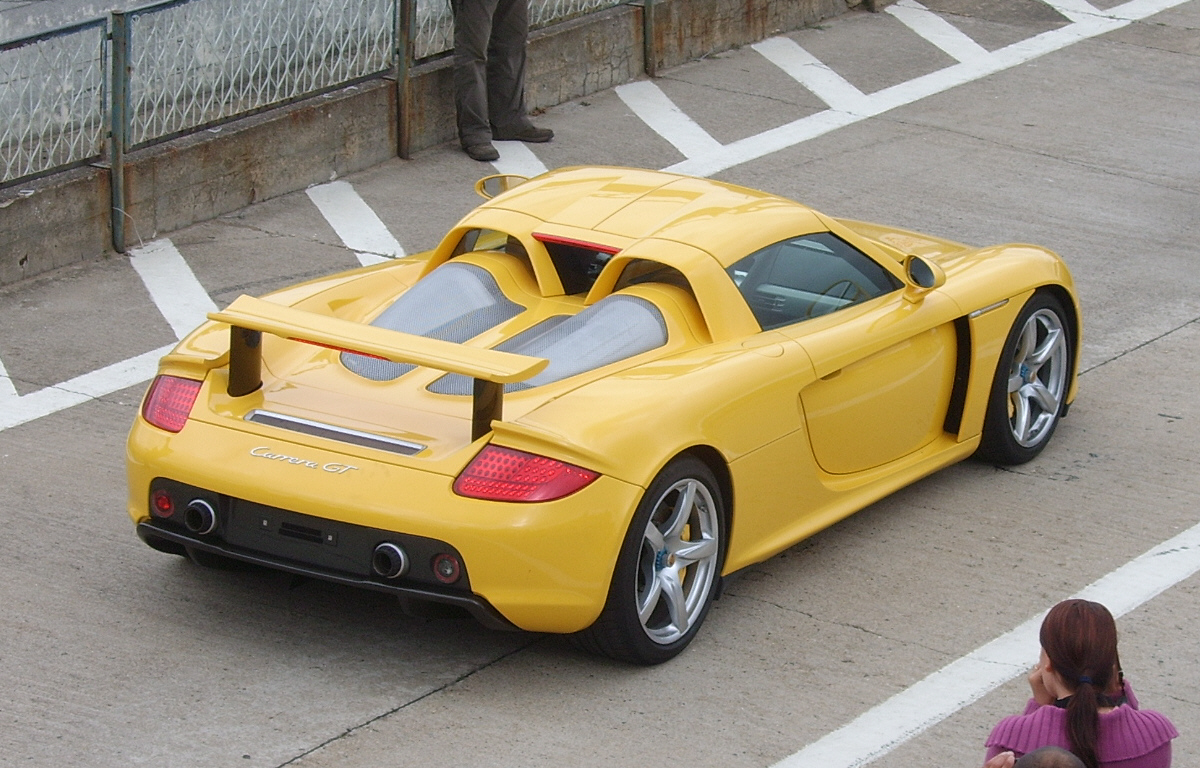